# Kuehneodon
Kuehneodon è un genere di mammiferi estinti appartenente all'ordine dei Multituberculata e databile tra il tardo Giurassico e il primo Cretaceo. 
È membro del sottordine dei Plagiaulacida, cioè i più primitivi tra i multitubercolati, sottofamiglia (Kuehneodontinae), e classificato da G. Hahn nel 1969. Il nome ("dente di Kühne") gli è stato dato in onore del paleontologo tedesco Walther Kühne, scopritore del sito stratigrafico di Guimarota in Portogallo dove fu ritrovata la maggior parte dei fossili riconducibili a questo taxon tra gli anni '50 e '60.
Kuehneodon è l'unico genere della famiglia Paulchoffatiidae dal sito di Guimarota di cui si siano ritrovate sia la mascella che la mandibola unite. Queste "mostrano il più basso numero di caratteri derivati (apomorfie), e sono quindi i più vicini al ramo evolutivo principale tra i multitubercolati" (Hahn & Hahn 2000, p. 106).
Il genere è basato principalmente sui resti fossili di mandibole; un numero cospicuo di specie sono documentate dal sito di Guimarota: K. dietrichi (Hahn, 1969); K. dryas (Hahn, 1977); K. guimarotensis (Hahn, 1969); K. simpsoni (Hahn, 1969) e K. uniradiculatus (Hahn, 1978).  Un'altra località portoghese (databile al Giurassico superiore), Lourinhã, Porto das Barcas, ha fornito K. barcasensis (Hahn & Hahn, 2001). Fossili dal Cretaceo superiore sono stati ritrovati a Galve, Spagna.
K. hahni (Antunes, 1998), scoperta a Paimogo, Lourinhã, è stata nomenclata da Miguel Telles Antunes.

## Tassonomia
Sottoclasse  †Allotheria Marsh, 1880
- Ordine †Multituberculata Cope, 1884:
  - Sottordine †Plagiaulacida Simpson, 1925
    - Famiglia †Paulchoffatiidae Hahn, 1969
      - Sottofamiglia †Kuehneodontinae Hahn, 1971
        - Genere †Kuehneodon Hahn, 1969
          - Specie †K. dietrichi Hahn, 1969
          - Specie †K. barcasensis Hahn & Hahn, 2001
          - Specie †K. dryas Hahn, 1977
          - Specie †K. guimarotensis Hahn, 1969
          - Specie †K. hahni Antunes, 1988
          - Specie †K. simpsoni Hahn, 1969
          - Specie †K. uniradiculatus Hahn, 1978